# Domestikace koně

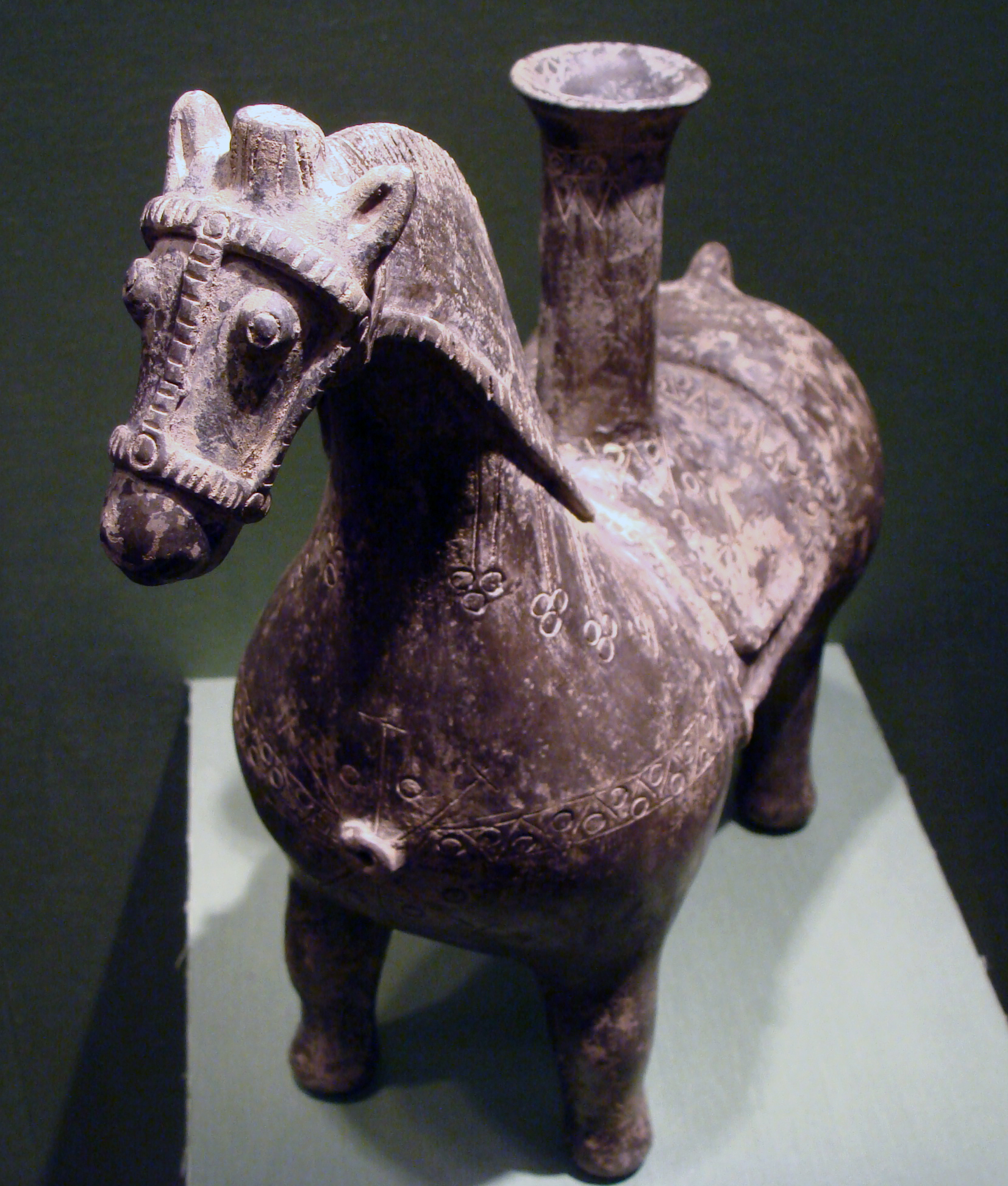
Urna z terakoty ve tvaru koně, Írán, 1000 př. n. l.

Není zcela jasné, jak, kdy a kde k domestikaci koně došlo. Ačkoli se koně objevují již v paleolitickém jeskynním umění v roce 30 000 př. n. l., byli to divocí koně, kteří byli pravděpodobně loveni pro maso. Nejjasnějším důkazem časného používání koně jako dopravního prostředku jsou pohřby s vozy datované kolem roku 2000 př. n. l. Stále více důkazů však svědčí pro hypotézu, že koně byli domestikováni v Eurasijské stepi přibližně v roce 3500 př. n. l. Objevy související s botajskou kulturou naznačují, že osady této kultury v Akmolské oblasti v Kazachstánu jsou místem nejranější domestikace koně. Avšak Taylor a Barrón-Ortiz ve své práci z roku 2021 tvrdí, že nálezy koní v botajské kultuře jsou pouze důkazem intenzivního využívání divokých koní, kdy tato kultura pravděpodobně dosáhla určité hospodářské úrovně, pasení divokých koní nebo jejich sezónního odchytu, ale nejedná se o úplnou domestikaci, jak je tomu u pozdějších kultur využívajících koně v zemědělství či k ježdění. Warmuth a kol. v práci z roku 2012 uvádí, že koně byli domestikováni kolem roku 3000 př. n. l. na území dnešní Ukrajiny a západního Kazachstánu. Tyto důkazy zpochybňuje archeozoolog Williams T. Taylor, který tvrdí, že k domestikaci došlo až kolem roku 2000 př. n. l.
Genetické důkazy naznačují, že k domestikaci předků moderních koní pravděpodobně došlo v oblasti mezi Volhou a Donem v Pontsko-kaspické stepi kolem roku 2200 př. n. l. Odtud se používání koní rozšířilo po celé Eurasii. Koně zde byli používání jako dopravní prostředek, v zemědělství i při válčení. Vědci spojují úspěšné šíření domestikovaných koní s pozorovanými genetickými změnami. Spekulují, že silnější hřbet (gen GSDMC) a zvýšená poddajnost (gen ZFPM1) mohly koně učinit vhodnějšími pro ježdění.

## Pozadí

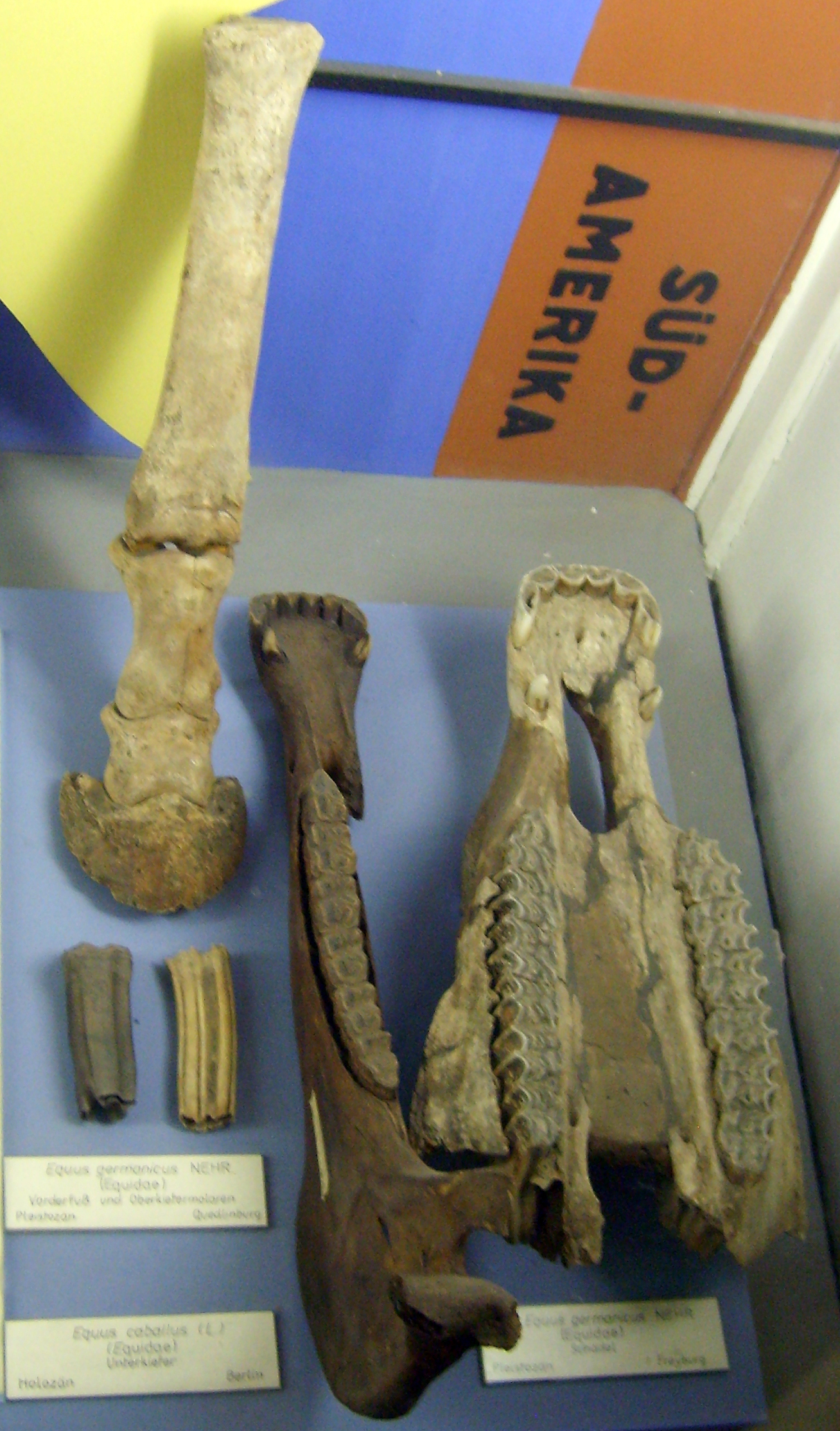
Equus caballus germanicus, přední noha, zuby a horní čelist, Museum für Naturkunde v Berlíně

Datum domestikace koně do jisté míry závisí na definici, co to vlastně ta domestikace je. Někteří zoologové definují domestikaci jako lidskou kontrolu nad chovem, kterou lze detekovat ve starověkých kosterních vzorcích změnami ve velikosti a variabilitě starověkých populací koní. Jiní badatelé sledují širší důkazy, včetně kosterních a zubních důkazů o pracovní činnosti, stejně jako analýzou zbraní, umění a duchovních artefaktů, a také vzorců životního stylu jednotlivých lidských kultur. Existují důkazy o tom, že koně byli chováni jako zdroj masa a mléka, dříve než byli cvičeni pro práci.
Pokusy o datování domestikace genetickými studiemi nebo analýzou fyzických pozůstatků vycházejí z předpokladu, že došlo k oddělení genotypů domestikovaných a divokých populací. K takovému oddělení zřejmě došlo, ale data založená na těchto metodách mohou poskytnout pouze odhad nejpozdějšího možného data domestikace, aniž by se vyloučila možnost neznámého období, kdy docházelo k toku genů mezi divokými a domácími populacemi, ke kterému by docházelo přirozeně, pokud by domestikovaná populace byla udržována v prostředí s divokou populací.
Podle toho zda zvolíme užší zoologickou definici domestikace, nebo širší kulturní definici, která se opírá o řadu zoologických a archeologických důkazů, ovlivní to časový rámec domestikace koně. Datum 4000 př. n. l. je založeno na důkazech, které zahrnují výskyt zubních patologií spojených s udidlem, změny ve zvyklostech v porážce zvířat, změny v ekonomikách a vzorcích sídel, zobrazování koní jako symbolů moci na artefaktech a výskyt koňských kostí v lidských hrobech. Na druhou stranu, k měřitelným změnám velikosti a zvýšení variability spojené s domestikací došlo později, asi 2500 až 2000 př. n. l., jak je patrné z koňských pozůstatků nalezených v Csepel-Haros v Maďarsku na sídlišti náležejícím kultuře se zvoncovitými poháry.
Používání koní se rozšířilo po celé Eurasii. Používali se v dopravě, při válčení i v zemědělství. Pro práci koní a mul v zemědělství se používal náprsník nebo jho, které je vhodnější pro voly. Toto zapřažení nebylo tak účinné, aby bylo možné využít plné síly zvířat. To umožnil až polstrovaný chomout, který byl vynalezen o několik tisíciletí později.

## Předchůdci domestikovaného koně

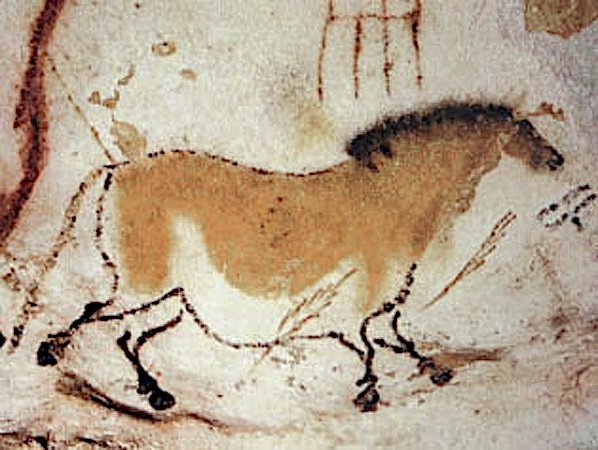
Malba koně z jeskyně Lascaux

Studie z roku 2005 analyzovala mitochondriální DNA (mtDNA) řady zástupců koňovitých, od 53 tisíc let staré fosilie až po moderního domestikovaného koně. Tato analýza zařadila všechny koňovité do jednoho kladu, tedy skupiny s jedním společným předkem. Tento klad se skládá ze tří geneticky odlišných rodů, jihoamerického Hippidiona, severoamerického Haringtonhippa a rodu Equus. Rod Equus zahrnoval prehistorického koně a koně Převalského, stejně jako holarktického předchůdce mnoha plemen moderních domestikovaných koní.
Zástupci rodu Equus migrovali z Ameriky do Eurasie přes Beringii a rozšířili se ze Severní Ameriky až do střední Evropy, a to severně i jižně od pleistocenních ledovců. V Beringii vyhynuli asi před 14 200 lety a ve zbytku Ameriky asi před 10 000 lety. V Eurasii však tento rod přežil a zdá se, že právě z těchto koní pocházejí všichni domácí koně. Tito koně vykazovali malou fylogeografickou strukturu, což pravděpodobně odráží jejich vysoký stupeň mobility a přizpůsobivosti.
Z tohoto důvodu nese moderní kůň domácí latinský název Equus ferus caballus. Koně Převalského se od moderního koně oddělili před jeho domestikací. Kůň Převalského má 66 chromozomů, zatímco moderní domestikovaný kůň jich má pouze 64. Navíc jejich mitochondriální DNA (mtDNA) tvoří zřetelný shluk. Genetické důkazy naznačují, že moderní koně Převalského pocházejí z odlišného regionálního genofondu ve východní části Euroasijské stepi, nikoli ze stejné genetické skupiny, která dala vzniknout moderním domestikovaným koním. Nicméně důkazy, jako jsou nástěnné malby v Lascaux, naznačují, že starověcí divocí koně, které někteří badatelé nyní označují jako "podtyp tarpanů", se pravděpodobně svým celkovým vzhledem podobali koním Převalského. Měli velkou hlavu, plavé zbarvení srsti, silné krky, tuhou vzpřímenou hřívu a relativně krátké, silné nohy.
Koně doby ledové byli v Eurasii i Severní Americe ranými moderními lidmi loveni pro maso. Existuje mnoho míst, na kterých byli koně zabiti a mnoho nástěnných maleb v Evropě ukazuje, jak tito koně vypadali. Mnoho z těchto poddruhů z doby ledové vyhynulo během rychlých klimatických změn spojených s koncem poslední doby ledové, a to zejména v Severní Americe, kde kůň zcela vyhynul.
Dva nedomestikované poddruhy přežily do historických dob, a to kůň Převalského (Equus ferus przewalski) a tarpan (Equus ferus ferus). Tarpan vyhynul na konci 19. století a kůň Převalského je ohrožený. Ve volné přírodě vyhynul v 60. letech 20. století, ale na začátku 90. let 20. století byl znovu vysazen do dvou rezervací v Mongolsku. Ačkoliv vědci jako Marija Gimbutasová teoretizovali, že koně z eneolitu byli vlastně koně Převalského, novější genetické studie naznačují, že kůň Převalského není předkem moderních domestikovaných koní.

## Genetické důkazy

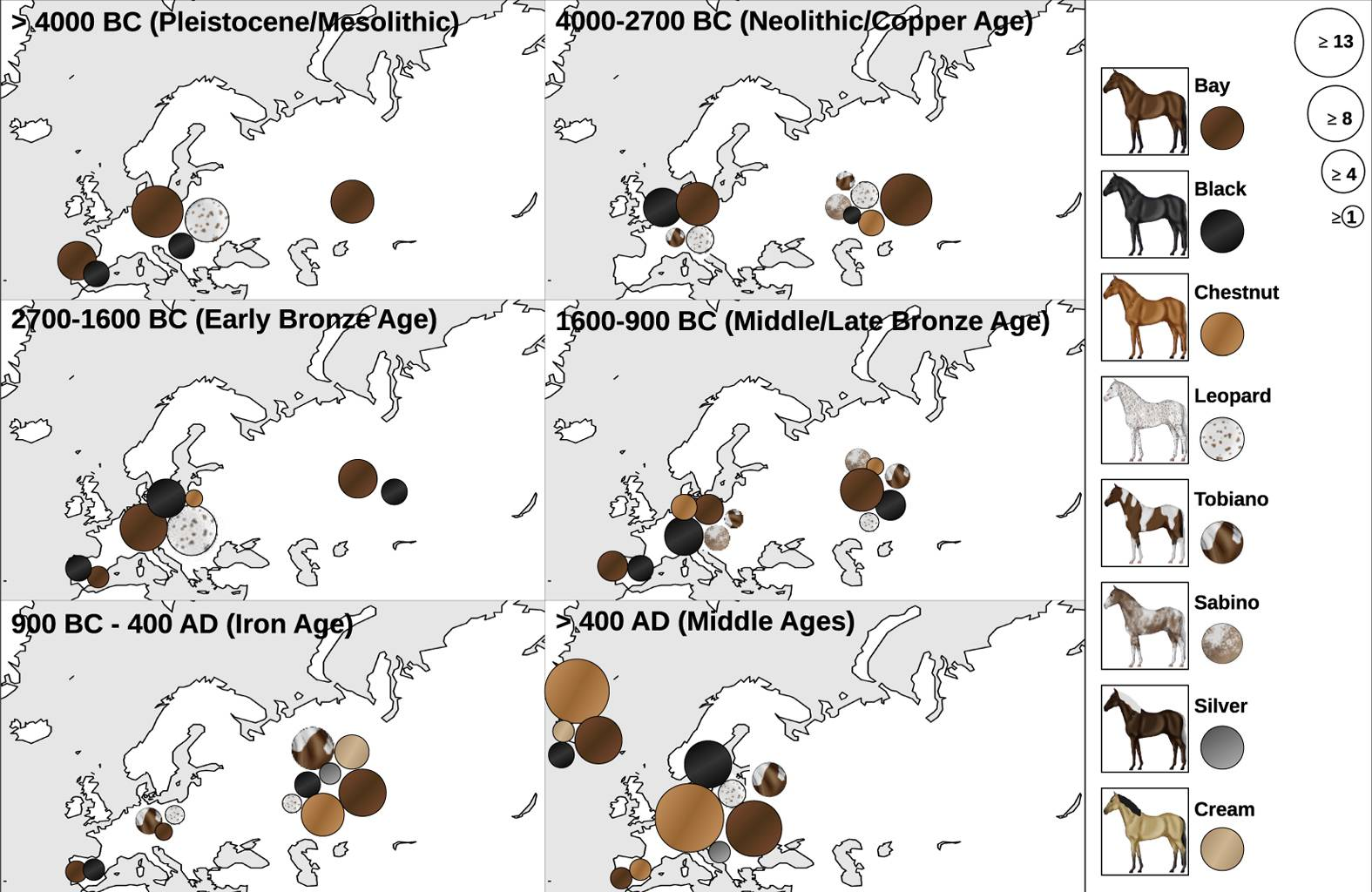
Rané fáze domestikace se vyznačovaly rychlým nárůstem variability barvy srsti

Studie z roku 2014 porovnávala DNA ze starověkých koňských kostí, které předcházely domestikaci, s DNA moderních koní a objevila 125 genů, které korelovaly s domestikací. Některé byly fyzické a ovlivňovaly vývoj svalů a končetin, srdeční sílu a rovnováhu. Jiné byly spojeny s kognitivními funkcemi a s největší pravděpodobností byly klíčové pro ochočení koně, včetně sociálního chování, schopností učení či reakce na strach. DNA použitá v této studii pocházela z koňských kostí datovanými do období před 43 tisíci až 16 tisíci lety, a proto přesné změny, ke kterým došlo v době domestikace, tak nebyly sekvenovány.
Domestikací hřebců a klisen lze analyzovat samostatně, a to pohledem na ty části DNA, které se předávají výhradně po mateřské (mitochondriální DNA) nebo otcovské linii (chromozom Y). Studie DNA naznačují, že u klisen mohlo dojít k více domestikacím, protože počet samičích linií potřebných k vysvětlení genetické rozmanitosti moderního koně naznačuje minimálně 77 různých předků klisen, rozdělených do 17 odlišných linií. Studie moderních koní ukázaly velmi malou diverzitu chromozomu Y, což bylo původně interpretováno jako důkaz jediné domestikace omezeného počtu hřebců v kombinaci s opakovaným doplňováním domestikovaných stád divokými samicemi. Novější studie starověké DNA však ukazují, že diverzita chromozomu Y byla před tisíci lety výrazně vyšší. Nízkou moderní diverzitu lze částečně vysvětlit popularitou arabských a turkmenských hřebců, a zejména vlivem tří zakládajících hřebců plnokrevníka.
Studie zveřejněná v roce 2012, ve které bylo provedeno genomové testování 300 tažných koní a zároveň přezkoumány předchozí archeologické studie a studie mitochondriální DNA a Y-DNA, naznačila, že koně byli původně domestikováni v západní části Eurasijské stepi. Z této oblasti se rozšířili jak domestikovaní hřebci, tak klisny a poté byly z místních divokých stád do chovu přidány další divoké klisny. Bylo to pravděpodobně z toho důvodu, že s divokými klisnami byla snazší manipulace než s divokými hřebci. Většina ostatních částí světa byla jako místa domestikace koní vyloučena, a to buď kvůli klimatu nevhodnému pro původní populaci divokých koní, nebo kvůli absenci důkazů o domestikaci.
Geny umístěné na chromozomu Y se dědí pouze z otce na jeho samčí potomky a tyto linie vykazují u moderních koní velmi nízký stupeň genetické variability (neboli genetické homogenity), mnohem menší, než se očekávalo na základě celkové genetické variability ve zbývajícím genetickém materiálu. To naznačuje, že bylo domestikováno relativně málo hřebců, a že je nepravděpodobné, že by mnoho samčích potomků pocházejících ze spojení divokých hřebců a domácích klisen bylo zahrnuto do raně domestikovaných stád.
Geny umístěné v mitochondriální DNA se přenášejí po mateřské linii z matky na její potomky. Vícenásobné analýzy mitochondriální DNA získané z moderních koní, stejně jako z koňských kostí a zubů z archeologických a paleontologických nálezů konzistentně ukazují zvýšenou genetickou diverzitu v mitochondriální DNA ve srovnání se zbývající DNA, což ukazuje, že velký počet divokých klisen byl zařazen do chovného stáda původně domestikovaných koní. Variace v mitochondriální DNA se používají k určení tzv. haploskupin. Haploskupina je skupina blízce příbuzných haplotypů, které sdílejí stejného společného předka. U koní je rozpoznáno osmnáct hlavních haploskupin (A až R). Několik haploskupin je nerovnoměrně rozloženo po celém světě, což naznačuje přidávání místních divokých klisen k domestikované populaci.
V roce 2018 přineslo genomické srovnání 42 genomů starověkých koní, z nichž 20 pocházelo z botajské kultury, se 46 publikovanými genomy starověkých a moderních koní, překvapivé výsledky. Bylo zjištěno, že moderní domestikovaní koně nejsou s koňmi botajské kultury blízce příbuzní. Koně Převalského byli spíše identifikováni jako divocí potomci koní chovaných botajskou kulturou. Důkazy naznačují, že spolu s domestikací koní a rozsáhlou expanzí lidské populace v rané době bronzové došlo k "masivní genomické obměně". Následný výzkum ukázal, že linie koní z Pyrenejského poloostrova a Sibiře, rovněž spojené s ranou domestikací, měly malý vliv na genetiku moderních domestikovaných koní.

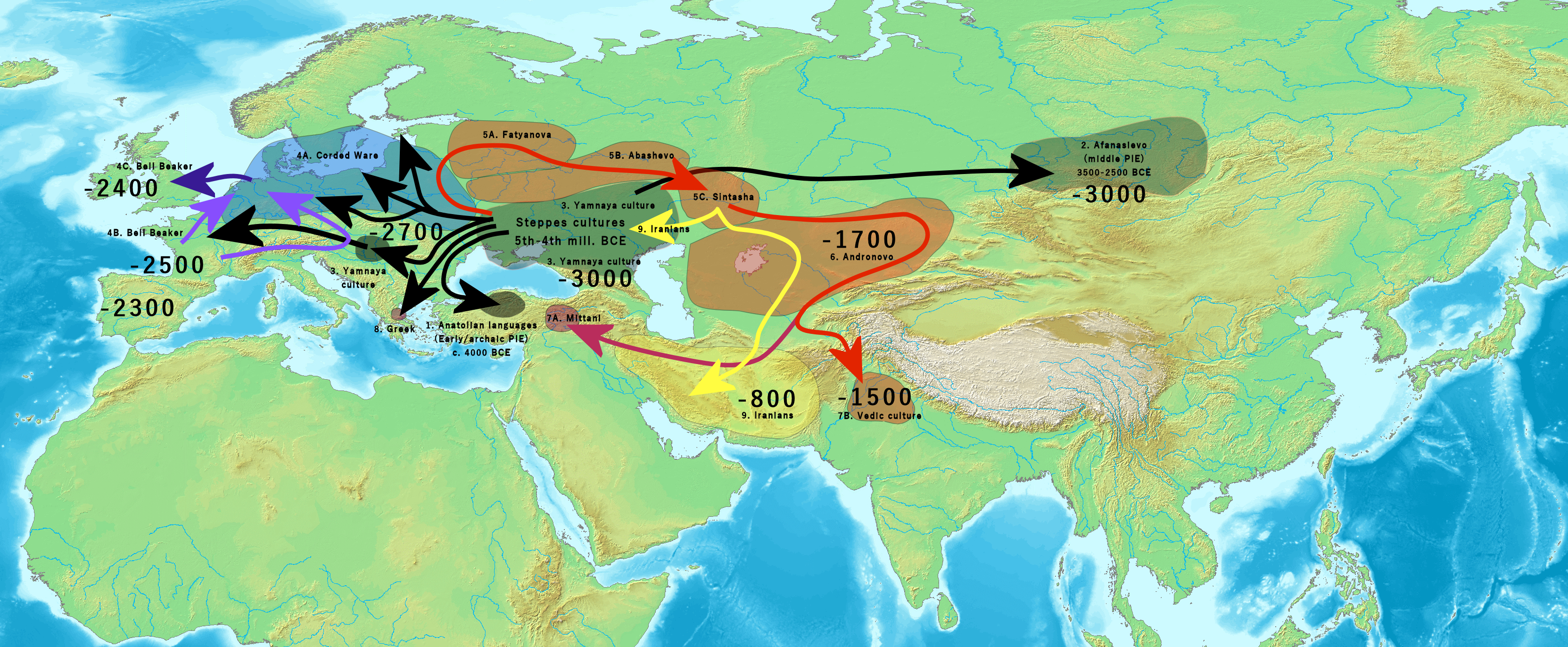
Rozptýlení genetické linie DOM2, o níž se věří, že je předkem všech moderních domestikovaných koní, je spojeno s populacemi, které předcházely kultuře Sintašta a její expanzi

Více než 150 vědců spolupracovalo na shromáždění 264 starověkých koňských genomů z celé Eurasie, datovaných do období od roku 50000 př. n. l. do roku 200 př. n. l. V říjnu 2021 byly výsledky této analýzy publikovány v časopise Nature. Naznačily, že k domestikaci předků moderních koní pravděpodobně došlo v oblasti Volhy a Donu v Pontsko-kaspické stepi. Tarpan a kůň Převalského byli více příbuzní s populacemi jejich předka než s těmi, které byly základem moderních domestikovaných koní (DOM2).
Kromě toho byli vědci schopni zmapovat změny v populaci v čase, jak se moderní domestikovaní koně rychle rozšiřovali po Eurasii a vytlačovali jiné místní populace, což se dělo přibližně od roku 2000 př. n. l. Genetický profil koní typu DOM2 je spojován s koňmi pohřbenými v sitaštských kurganech s ranými vozy s paprskovými koly a s koňmi ve střední Anatolii, kde byla zobrazována dvoukolová vozidla. Koně typu DOM2 se v některých oblastech vyskytují i před nejstaršími důkazy o vozech, což naznačuje, že jak jízda na koni, tak používání vozů byly faktory jejich expanze.
Genetická data mohou také poskytnout vodítko k tomu, proč měla tato konkrétní domestikační událost mnohem větší dopad než jiné domestikační události botajské kultury, na Pyrenejském poloostrově, na Sibiři a v Anatolii. Genetická linie, která vede k moderním domestikovaným koním, svědčí o silném výběru pro pohybové a behaviorální adaptace. Změny se týkají genů GSDMC a ZFPM1. Gen GSDMC je spojován s problémy se zády u lidí a vědci spekulují, že změny mohly posílit hřbet koní. Gen ZFPM1 souvisí s regulací nálady a vědci vyslovili hypotézu, že to mohlo vést k tomu, že koně byli poslušnější a dali se lehčeji ochočit a ovládat. Síla a poslušnost by koně učinily vhodnějšími pro ježdění a další jejich využití.

## Archeologické důkazy

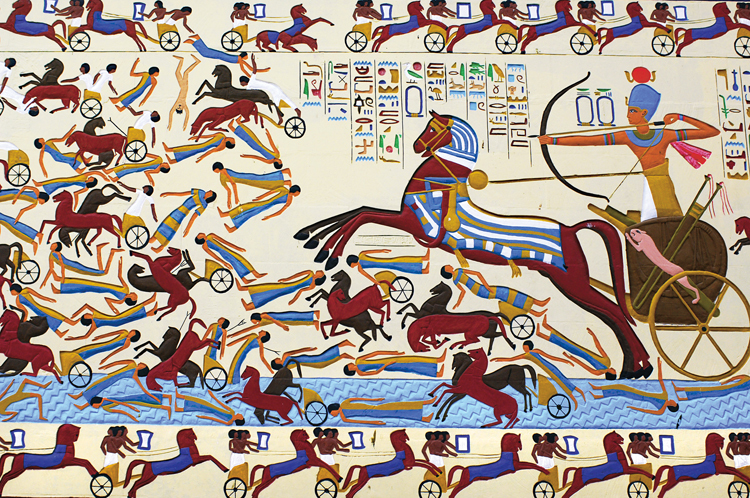
Vozy Ramesse II. a Chetitů v bitvě u Kadeše, 1274 př. n. l. (moderní interpretace reliéfu na stěnách Ramessea)

Archeologické důkazy o domestikaci koně pocházejí ze tří zdrojů: ze změn v kostrách a zubech starověkých koní, změn v geografickém rozšíření starověkých koní (zejména zavlečení koní do oblastí, kde dříve žádní divocí koně neexistovali) a z archeologických nalezišť obsahujících artefakty, obrazy nebo důkazy o změnách v lidském chování spojeném s koňmi.
Mezi příklady patří ostatky koní pohřbených v lidských hrobech, změny věku a pohlaví koní zabitých lidmi, vzhled ohrad pro koně, vybavení jako jsou uzdy nebo jiné druhy koňských postrojů, koně pohřbení s vybavením určeným pro koně, jako jsou vozy, a vyobrazení koní používaných pro jízdu na koni, tažnou práci nebo jako symbolu lidské moci.
Málo z těchto kategorií důkazů, pokud jsou posuzovány samostatně, poskytuje nezvratné důkazy o domestikaci koně, ale kumulativní důkazy jsou přesvědčivější.

### Koně pohřbení s vozy
Nejpozdějším, avšak nejpřesvědčivějším důkazem domestikace, jsou nálezy z lokalit, kde byly v nejméně šestnácti hrobech kultury Sintašta a Petrovka pohřbeny koňské končetiny a lebky, pravděpodobně původně připojené k jejím kůžím, společně s pozůstatky vozů. Tyto hroby se nacházely ve stepích jihovýchodně od Uralu, mezi horním tokem Uralu a horním tokem Tobolu, v oblasti která v 21. století patří Rusku a Kazachstánu. Petrovka vznikla o něco později a pravděpodobně se vyvinula z kultury Sintašta. Oba komplexy existovaly v období kolem let 2100 až 1700 př. n. l. Několik z těchto hrobů obsahovalo pozůstatky až osmi obětovaných koní umístěných v hrobu, nad ním, nebo vedle něj.
Ve všech datovaných hrobech s vozy byly hlavy a kopyta páru koní uloženy v hrobě, ve kterém kdysi stál vůz. Důkazy o vozech v těchto hrobech byly odvozeny z otisků dvou paprskových kol zasazených do hrobových podlah vzdálených od sebe 120 až 160 cm. Ve většině případů zbytek vozidla nezanechával žádné stopy. Kromě toho byla vedle každé koňské oběti umístěna dvojice diskovitých "lícnic" z parohu, což je starověký předchůdce moderního udidla nebo kroužku na udidlo. Vnitřní plochy disků měly vyčnívající hroty nebo cvočky, které tlačily na koňské pysky, když se otěže zatáhly na opačné straně. Cvočky zdobené lícnice byly novým a poměrně důležitým druhem ovládacího zařízení, které se objevilo současně s vozy.
Všechny objevené hroby s vozy obsahovaly stopy po otiscích kol, koňské kosti, zbraně (hroty šípů a oštěpů, sekery, dýky nebo kamenné hlavice palcátů), lidské kosterní pozůstatky a lícnice. Protože koně byli pohřbeni ve dvojicích s vozy a lícnicemi zdobenými cvočky, jsou tyto důkazy značně přesvědčivé, že tito stepní koně v této době byli domestikovaní. Krátce po období těchto pohřbů bylo rozšíření domácích koní po celé Evropě téměř explozivní. Během následujících přibližně 500 let existují důkazy o koňských vozech v Řecku, Egyptě a Mezopotámii. O dalších 500 let později se vůz tažený koňmi rozšířil do Číny.

### Stopy na kostrách svědčící o domestikaci
Existuje i přístup, který nepovažuje zvíře za "domestikované", dokud nevykazuje fyzické změny odpovídající šlechtění, nebo alespoň dokud se zvířata nerodí a nevyrůstají zcela v zajetí. Do té doby klasifikují zvířata v zajetí pouze jako "ochočená".  Zastánci tohoto přístupu k domestikaci poukazují na změnu v kosterních rozměrech zjištěnou u koňských kostí získaných z nálezů datovaných kolem roku 2500 př. n. l. ve východním Maďarsku na nalezištích kultury se zvoncovitými poháry a na nalezištích z doby bronzové v ruských stepích, ve Španělsku a ve východní Evropě. Koňské kosti z těchto kontextů vykazovaly zvýšenou variabilitu, což pravděpodobně odráží přežití větších i menších jedinců v lidské péči, než jak tomu bylo ve volné přírodě. Průměrná velikost v té době klesala, což je pravděpodobně důsledek chovu v ohradách a omezené stravě. Populace koní, které vykazovaly tuto kombinaci kosterních změn, byly pravděpodobně domestikované. Většina důkazů naznačuje, že koně byli stále více kontrolováni lidmi. Ovšem v Kazachstánu byly nalezeny kosterní pozůstatky, které vykazují menší a štíhlejší končetiny, které jsou charakteristické pro zvířata chovaná v ohradách, které byly datovány do roku 3500 př. n. l.

### Botajská kultura
Jedny z důležitých důkazů rané domestikace pocházejí z botajské kultury, která obývala území v severním Kazachstánu. Botajská kultura byla kulturou lovců a sběračů, kteří zřejmě mezi lety 3500 až 3000 př. n. l. začali jízdu na koni používat při lovu divokých koní, kterých žilo v oblasti severního Kazachstánu velké množství. Na lokalitách spojených s touto kulturou nebyly nalezeny žádné kosti dobytka ani ovcí, jedinými domestikovanými zvířaty zde kromě koní byli psi. V odpadních jámách na těchto lokalitách byly objeveny stovky tisíc zvířecích kostí, z nichž 65 až 99 % pocházelo z koní. Také zde byly nalezeny důkazy o dojení koní. Tuky pocházející z koňského mléka se vsákly do keramických střepů datovaných do období okolo roku 3500 př. n. l. Dřívější lovci a sběrači, kteří žili ve stejné oblasti, nelovívali divoké koně s takovým úspěchem a žili po tisíciletí v menších, pohyblivějších osadách, které často obsahovaly méně než 200 kostí divokých zvířat.
Celá stáda koní byla lovci z botajské kultury porážena, zřejmě během jejich loveckých výprav. Osvojení si jízdy na koni mohlo vysvětlovat vznik specializovaných technik lovu koní a zakládání větších a trvalejších sídel. Domestikovaní koně mohli být převzati ze sousedních pasteveckých společností žijících ve stepích západně od Uralu, kde chovala chvalynská kultura stáda dobytka a ovcí a možná i domestikované koně, a to již okolo roku 4800 př. n. l.
Jiní badatelé však zastávají hypotézu, že všichni botajští koně byli divocí a že lovci k lovu divokých koní domestikované koně nepoužívali. Jako důkaz uvádějí, že zoologové u botajských koní nenašli žádné kosterní změny, které by naznačovaly domestikaci. Navíc, protože byli loveni pro potravu, většina koňských pozůstatků nalezených na sídlištích botajské kultury byla pravděpodobně divoká. Na druhou stranu, všichni domestikovaní jezdečtí koně byli pravděpodobně stejně velcí jako jejich divocí příbuzní a není je tedy možné rozlišit podle velikosti kostí. Poznamenávají také, že věková struktura koní poražených botajskou kulturou představuje přirozený demografický profil ulovených zvířat, nikoliv vzorec očekávaný v případě, že by byla domestikována a vybrána k porážce. Tyto argumenty však byly publikovány dříve, než byla v roce 2006 v Krasném Jaru objevena ohrada z doby měděné a na dvou dalších nalezištích botajské kultury rohože z koňského trusu. Dostupné poznatky tak podporují spíše teorii, že botajská kultura chovala domestikované koně.
Studie z roku 2018 odhalila, že koně botajské kultury významně nepřispěli ke genetice moderních domestikovaných koní, a proto musela být za vznik těchto moderních domácích koní odpovědná jiná a samostatná domestikace. Genetické důkazy také spojují koně botajské kultury s koněm Převalského, což vedlo k debatám, zda by koně Převalského měli být považováni za nikdy nedomestikovanou populaci nebo za divoké potomky domestikovaných koní botajské kultury.

### Udidlo

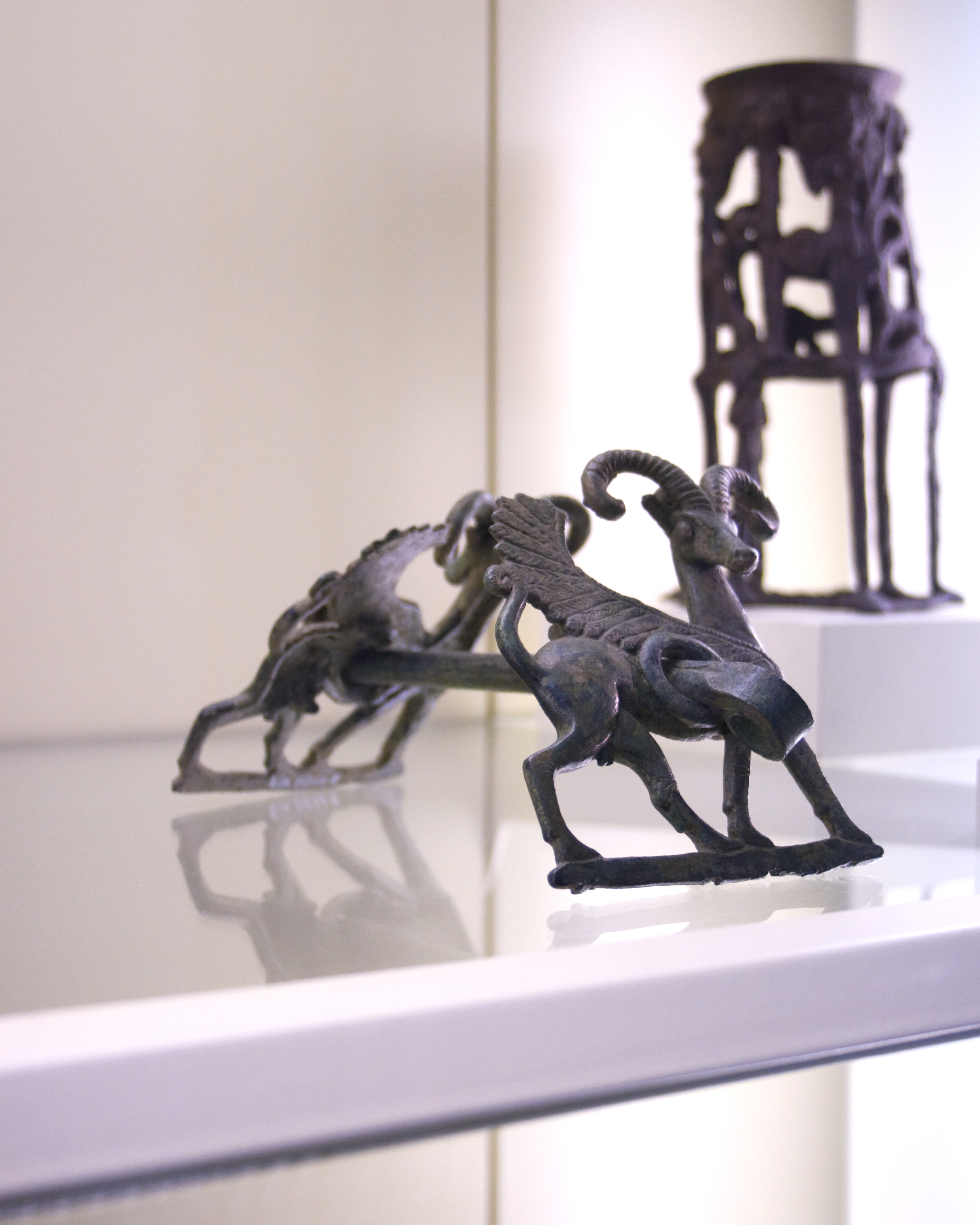
Luristánský bronz, udidlo

Existence udidel je indikátorem toho, že na koni bylo ježděno nebo že byl hnán. Nejstarší takový důkaz pochází z roku 3500 př. n. l. z naleziště v Kazachstánu. Absence opotřebení způsobeného udidly na koňských zubech není přesvědčivým důkazem proti jejich domestikaci, protože na koních lze jezdit a ovládat je i bez udidel, a to pomocí nánosníku nebo hackamore, ale takové materiály nezpůsobují významné fyziologické změny ani vzhledem k použitému materiálu, není jejich zachování po tisíciletí pravděpodobné.
Pravidelné používání udidla k ovládání koně může vytvářet fazet\ nebo zkosení na předních rozích dolních druhých třenových zubů. Koutky koňské tlamy obvykle drží udidlo na místě mezizubního prostoru, kde nejsou žádné zuby. Udidlo se zubů dotýká v době, kdy jím manipuluje člověk nebo s ním pohybuje kůň pomocí jazyku. Opotřebení může být způsobeno odřením předních rohů premolárů udidlem, pokud kůň uchopí a uvolní udidlo mezi zuby. Další opotřebení mže být způsobeno nárazem udidla na svislou přední hranu dolních premolárů v důsledku velmi silného tlaku jezdce.
Moderní experimenty ukázaly, že i organické kousky lana nebo kůže mohou vytvářet významné fazety a také ukázaly, že fazety hluboké 3 mm nebo více se na premolárech divokých koní neobjevují. Jiní vědci však oba závěry zpochybnili.
Na sedmi koňských třenových zubech ze dvou nalezišť botajské kultury, datované do období přibližně 3500 až 3000 př. n. l., byly nalezeny fazety o tloušťce 3 a více milimetrů. Je to tak nejstarší zaznamenaný vícečetný příklad této zubní patologie na jakémkoliv archeologickém nalezišti a předchází jakékoliv jiné indikátory o domestikaci na koňské kostře o tisíc let. Přestože se na Ukrajině objevil i nález kostí hřebce datovaný do eneolitu do období kolem roku 4000 př. n. l., u kterého byly také objeveny fazety hlubší než 3 mm, později provedená radiokarbonová metoda datování ukázala, že skutečné stáří zubů je 700 až 200 př. n. l., což naznačuje, že tento kůň byl uložen v době železné do jámy vykopané v oblasti staršího eneolitického naleziště.

### Trus a ohrady
Vědci zabývající se půdou, kteří spolupracovali se Sandrou Olsen z Carnegie Museum of Natural History při výzkumu sídlišť v Krasném Jaru v severním Kazachstánu, která náležela eneolitické botajské kultuře, objevili na obou sídlištích vrstvy koňského trusu, odhozené v nepoužívaných jámách domů. Sběr a likvidace koňského trusu naznačuje, že koně byli drženi v ohradách nebo stájích. Skutečná ohrada datovaná do období mezi lety 3500 až 3000 př. n. l. byla v Krasném Jaru identifikována podle struktury otvorů pro kůly kruhové plotu, přičemž půda uvnitř plotu obsahovala desetkrát více fosforu než půda vně. Fosfor by mohl představovat zbytky hnoje.

### Geografická expanze
Výskyt koňských pozůstatků v lidských sídlech v oblastech, kde se dříve nevyskytovali, je dalším ukazatelem domestikace. Ačkoli se vyobrazení koní objevuje již v období mladého paleolitu, např. v jeskyni Lascaux ve Francii, což naznačuje, že divocí koně žili v oblastech mimo euroasijské stepi před svou domestikací a mohli být dokonce loveni ranými lidmi, avšak koncentrace pozůstatků naznačuje, že zvířata byla záměrně odchytávána a omezována, což je ukazatelem domestikace, a pokud ne pro využití jejich práce, tak pro jejich maso.
Kolem let 3500 až 3000 př. n. l. se koňské kosti na archeologických nalezištích začaly objevovat častěji i mimo centrum jejich rozšíření v euroasijských stepích a byly pozorovány ve střední Evropě, v údolí středního a dolního toku Dunaje, na severním Kavkazu a v Zakavkazsku. Důkazy o koních v těchto oblastech byly dříve vzácné a s rostoucím počtem se v koňských pozůstatcích začala objevovat i větší zvířata. Toto rozšíření areálu bylo současné s botajskou kulturou, kde existují náznaky, že koně byli chováni v ohradách a používaní na ježdění. To nutně neznamená, že koně byli poprvé domestikováni ve stepích, ale lovci koní ve stepích rozhodně lovili divoké koně více než v jakékoli jiné oblasti.
Evropští divocí koně tvořili až 10 % zvířecích kostí na několika mezolitických a neolitických sídlištích roztroušených po Španělsku, Francii a mokřadech severního Německa. V mnoha jiných částech Evropy, včetně Řecka, Balkánu, Britských ostrovů a velké části střední Evropy, se však koňské kosti na mezolitických, neolitických ani eneolitických lokalitách nevyskytují, nebo se vyskytují jen velmi vzácně. Naproti tomu kosti divokých koní z mezolitických a neolitických táborů v eurasijských stepích západně od Uralu tvoří více než 40 % identifikovaných zvířecích kostí.
Koňské kosti byly vzácné nebo chyběly i v neolitickém a eneolitickém kuchyňském odpadu v západním Turecku, v Mezopotámii, na většině území Íránu, v jižní a střední Asii a ve velké části Evropy. Ačkoliv byly ve středním Turecku identifikovány na neolitických nalezištích koňské kosti, všechny kosti patřící koňovitým tvoří méně něž 3 % zvířecích kostí. V rámci těchto tří procent tvořili koně méně než 10 %, přičemž 90 % a více kostí koňovitých patřilo onagerovi (Equus hemionus) nebo Equus hydruntinus. Onageři byli nejběžnějšími původními divokými koňovitými na Blízkém východě. Byli loveni v Sýrii, Anatolii, Mezopotámii, Íránu a ve střední Asii. Domestikovaní osli (Equus asinus) byli do Mezopotámie dováženi pravděpodobně z Egypta, kde však divocí koně zjevně nežili.

#### Další důkazy geografické expanze

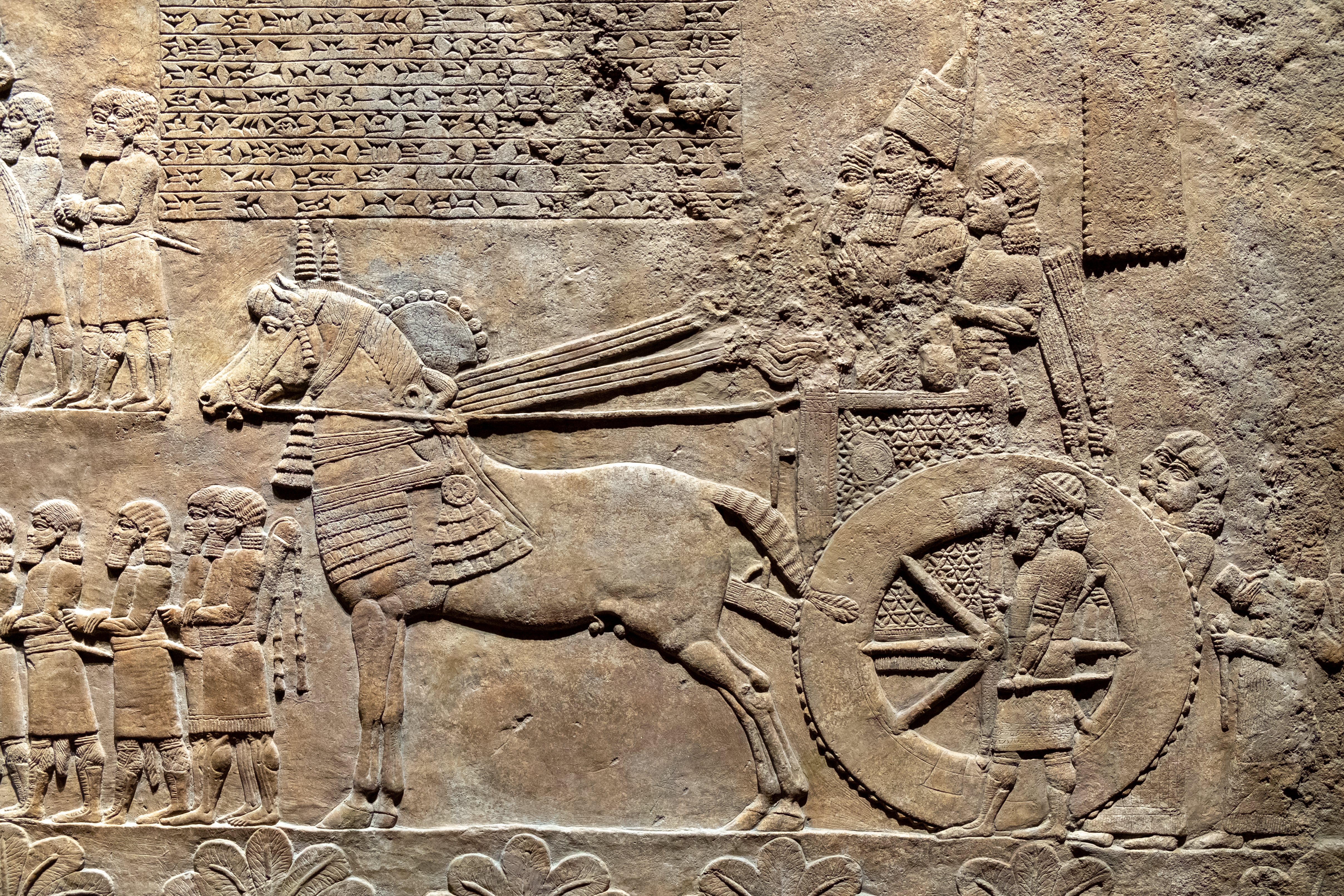
Reliéf zobrazující asyrského krále Aššurbanipala na voze, jak si prohlíží kořist a zajatce z Babylónu

Na severním Kavkazu se v osadách a pohřbech majkopské kultury z doby kolem roku 3300 př. n. l. nacházejí jak koňské kosti, tak i vyobrazení koní. V jednom z majkopských hrobů se nacházel vlys s devatenácti koňmi namalovanými černou a červenou barvou. Široký výskyt koňských kostí a vyobrazení na majkopských nalezištích podle některých vědců naznačuje, že jízda na koni začala být používána v majkopském období.
Později se v Mezopotámii v akkadském období, v letech 2300 až 2100 př. n. l., začaly v uměleckých artefaktech objevovat vyobrazení koní, kteří se vyznačovali krátkýma ušima, splývavou hřívou a ocasy trčícími ze zadní části těla. Slovo s významem kůň, doslovně přeložené jako osel z hor, se poprvé objevilo v sumerských dokumentech během třetí dynastie v Uru, asi v letech 2100 až 2000 př. n. l. Králové této dynastie zřejmě krmili lvy koňmi pro svou zábavu, což možná naznačuje, že koně byli stále považováni spíše za exotické než užitečné zvíře, ale král Šulgi kolem roku 2050 př. n. l. se přirovnával ke koni ze silnice, který mává ocasem. Jedno vyobrazení datované do doby jeho vlády zobrazuje muže, který zřejmě jede na koni plným cvalem. Koně byli do Mezopotámie a nížinného Blízkého východu dováženi ve větším množství po roce 2000 př. n. l. v souvislosti se začátkem válek vedených na vozech tažených koňmi a nahradili tak dlouho zavedenou kungu (hybrid mezi dnes již vyhynulým Equus hemionus hemippus a domácím oslem), který byl dříve hlavním zástupcem koňovitých jakožto jezdecké válečné zvíře.
K další expanzi do nížin Blízkého východu a severozápadní Číny došlo také kolem roku 2000 př. n. l. Ačkoli se kosti koní nejistého druhu nacházejí na některých pozdně neolitických nalezištích v Číně datovaných před tento rok, kosti koní druhu Equus caballus nebo Equus ferus se poprvé objevily na několika nalezištích a ve významném počtu na nalezištích kultury Čchi-ťia a kultury Siba v letech 2000 až 1600 př. n l. v provincii Kan-su a v severozápadních provinciích Číny.
V roce 2008 archeologové oznámili objev skalního umění v severním somálském regionu Dhambalin, které podle vědců představuje jedno z nejstarších známých vyobrazení lovce na koni. Skalní umění je v etiopsko-arabském stylu a datováno je do období let 3000 až 1000 př. n. l.

### Vyobrazení koní jakožto symbolu moci

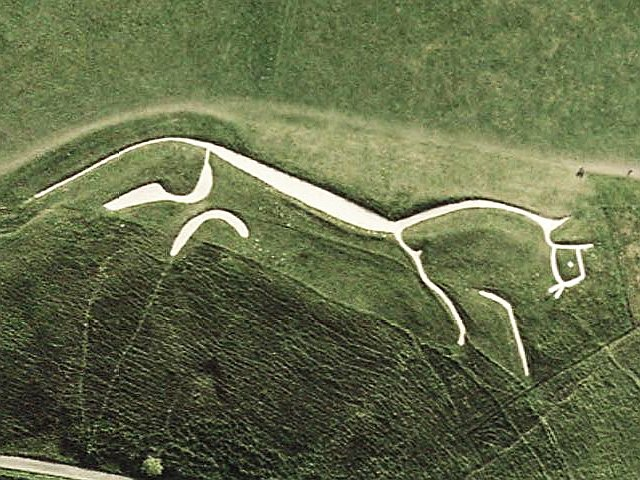
Bílý kůň z Uffingtonu, doba bronzová, je spojován s výstavbou nedalekého hradiště

Kolem let 4200 až 4000 př. n. l., o více než 500 let dříve, než došlo ke geografické expanzi, se severně od delty Dunaje v pobřežních stepích Ukrajiny poblíž Izmajilu objevily nové druhy hrobů, pojmenované po hrobě v Suvorovu. Suvorovské hroby se sobě navzájem podobaly a pravděpodobně byly odvozeny od dřívějších pohřebních tradic ve stepích kolem řeky Dněpr. Některé suvorovské hroby obsahovaly leštěné kamenné palcáty ve tvaru koňských hlav a korálky z koňských zubů.
Když se v travnatých oblastech delty Dunaje objevily suvorovské hroby, v některých původních zemědělských městech na území dnešního Rumunska a Moldavska, poblíž suvorovských hrobů, se také objevily palcáty s koňskou hlavou. Tyto zemědělské kultury dříve nepoužívaly palcáty z leštěného kamene a koňské kosti byly v jejich sídlištích vzácné nebo úplně chyběly. Jejich palcáty s koňskou hlavou pravděpodobně pocházely od suvrovoských přistěhovalců. Suvorovští si zase z těchto měst osvojili řadu měděných ozdob. Po této epizodě kontaktů a obchodu, ale stále v období 4200 až 4000 př. n. l., bylo na Balkáně v údolí dolního Dunaje opuštěno asi 600 zemědělských měst, z nichž některá byla osídlena po dobu 2000 let. Těžba mědi v balkánských měděných dolech ustala a kulturní tradice spojené se zemědělskými městy také přestala existovat. Tento kolaps "staré Evropy" byl připisován imigraci indoevropských válečníků na koních. Kolaps mohl být způsoben intenzivnějším válčením, o čemž existují určité důkazy, a vliv tohoto válčení mohlo být zhoršeno jízdními nájezdy. Palcáty s koňskou hlavou byly interpretovány jako náznak zavedení domestikovaných koní a jezdectví těsně před tímto kolapsem.
Jízdní nájezdy jsou však jen jedním z možných vysvětlení této složité události. Jako kauzální faktory se uvádí také zhoršování životního prostředí, ekologická degradace v důsledku tisíciletí zemědělství a vyčerpání snadno těžitelných oxidických měděných rud.

### Artefakty
Předměty z perforovaného paroží objevené v Derievce a na dalších lokalitách, které byly současné se Suvorovem, byly identifikovány jako lícnice koňského udidla. Tato identifikace již není široce přijímána, protože dotyčné předměty nebyly nalezeny v souvislosti s koňskými kostmi a mohly mít řadu jiných funkcí. Studie mikroskopického opotřebení však ukázaly, že mnoho kostěných nástrojů v Botaj bylo používáno k vyhlazování řemenů ze surové kůže a řemeny ze surové kůže mohly být použity k výrobě šňůr a lan ze surové kůže, které se používaly při výrobě koňských postrojů. Podobné kostěné vyhlazovače řemenů jsou známé z mnoha dalších stepních sídlišť, ale nelze zjistit, jak byly řemeny používány. Nejstarší artefakty jasně identifikované jako součást koňského postroje, udidla, uzdy, lícnice nebo jakékoliv jiné vybavení, jsou lícnice ve tvaru kotouče z parohu spojené s vynálezem vozu, které byly objeveny na lokalitách Sintašta-Petrovka.